# 和歌山県道232号池田港線
和歌山県道232号池田港線（わかやまけんどう232ごう いけだこうせん）は、和歌山県新宮市を通る一般県道である。

## 概要
新宮市阿須賀1丁目から新宮市千穂3丁目に至る。
路線番号が同じ42の国道および県道と接続している。

### 路線データ
- 起点：和歌山県新宮市阿須賀1丁目（池田港）
- 終点：和歌山県新宮市千穂3丁目（裁判所前交差点、国道42号交点）
- 実延長：1.373 km

## 歴史
- 1959年（昭和34年）5月14日 - 和歌山県が一般県道として池田港線を認定[1]。

## 地理

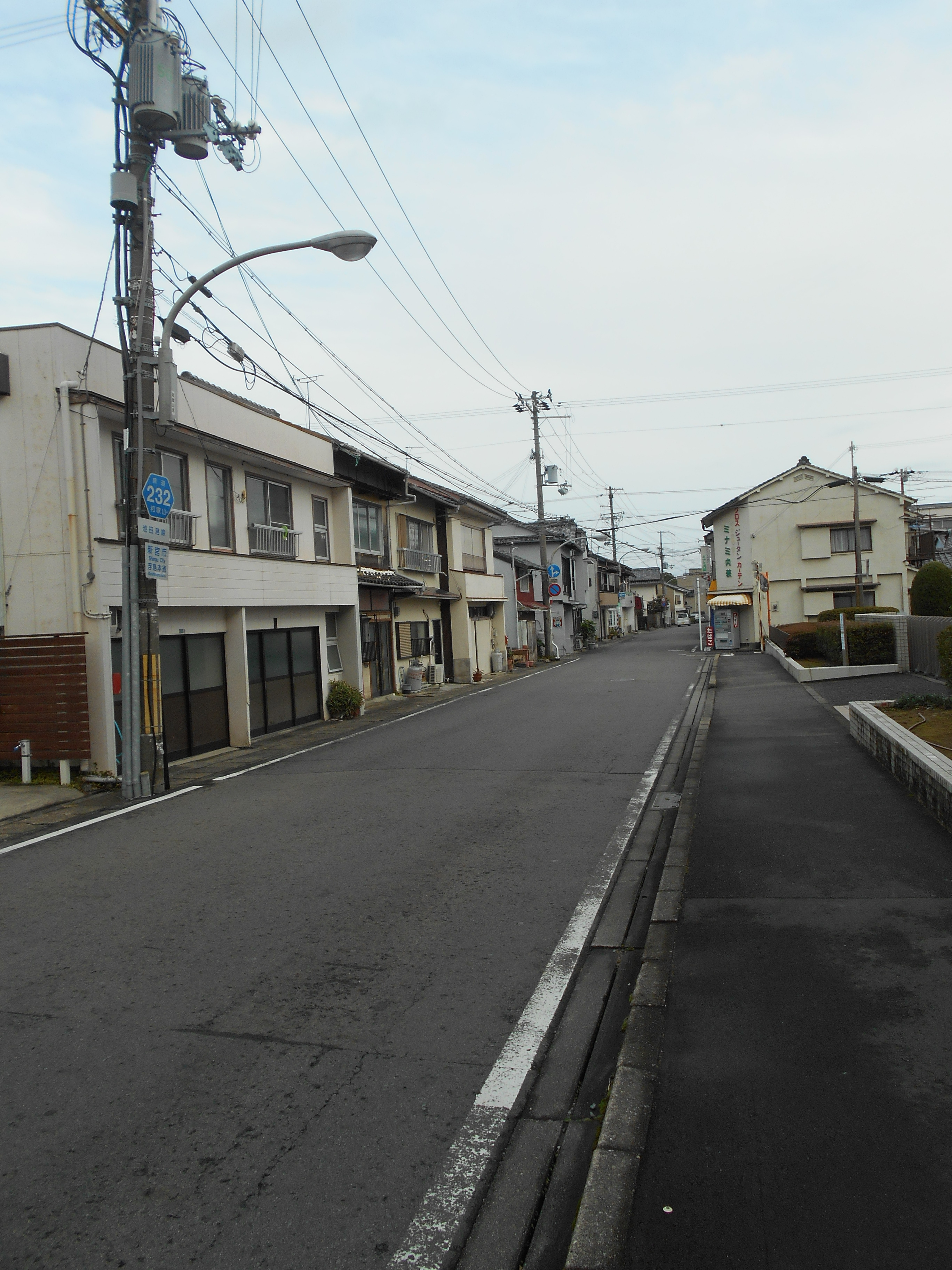
新宮市浮島本通

### 通過する自治体
- 和歌山県
  - 新宮市

### 交差する道路
| 交差する道路               | 交差する場所 | 交差する場所          |
| -------------------------- | ------------ | --------------------- |
| 和歌山県道42号新宮停車場線 | 徐福2丁目    |                       |
| 国道42号                   | 千穂3丁目    | 裁判所前交差点 / 終点 |

### 交差する鉄道
- 紀勢本線

### 沿線
- 熊野川
- 池田港
- 阿須賀神社
- 新宮税務署
- 新宮郵便局
- 新宮市立蓬莱小学校
- JR西日本紀勢本線 新宮駅
- 新宮警察署 新宮駅前交番
- 新宮市役所
- 和歌山地方裁判所新宮支部
- 新宮市立神倉小学校